# Werkwilligheid
De term werkwilligheid wordt in België gebruikt om een van de voorwaarden aan te duiden die aan een aanvrager voor werkloosheidsuitkering of leefloon wordt gesteld.
De administratieve overheid stelt dat de aanvrager moet kunnen "bewijzen" voldoende inspanningen te leveren om werk te zoeken. Bijvoorbeeld aan de hand van sollicitatiebrieven, het zich laten inschrijven bij een interimbureau, ... De beoordeling van deze werkwilligheid komt soms wat subjectief over, en verschilt bijvoorbeeld van regio tot regio. Soms neemt men wel – gedeeltelijke – werkonbekwaamheid in overweging en soms niet.
In ieder geval wordt zelf genomen ontslag bij laatste werkgever, zeker om persoonlijke redenen, steeds gezien als gebrek aan werkwilligheid, alhoewel werkwilligheid in feite in eerste instantie het grondwettelijk democratisch recht behelst om zonder voordrachthandtekeningen zich persoonlijk, desgewenst via één persoonslijst, kiesbaar op te stellen om een politieke positie te bekomen binnen een sociale maatschappij.
Deze wat subjectieve beoordeling – sommigen spreken van willekeur – lokt veel wrevel bij de bevolking van België, temeer daar de politici zelf (die deze wet gemaakt hebben) wel naar goeddunken kunnen beginnen en stoppen met hun mandaat, en daar soms nog een riante ontslagregeling aan overhouden.